# کیتاباتاکه چیکافوسا
کیتاباتاکه چیکافوسا (به ژاپنی: 北畠 親房 Kitabatake Chikafusa)؛ ۸ مارس ۱۲۹۳ – ۱ ژوئن ۱۳۵۴) نویسنده، مشاور در دوره نانبوکوچو اهل ژاپن بود.